# Une de trop
Pour plus de détails, voir Fiche technique et Distribution.
Une de trop (Una di troppo) est un film dramatique réalisé par Pino Tosini et sorti en 1976.
Il s'agit d'une adaptation du roman La zona d'ombra de Leros Pittoni.

## Synopsis
Andréa, une belle trentenaire zurichoise, se rend à Orvieto, où elle a hérité d'une villa. Avec le notaire Sergio, elle visite la propriété. À la suite d'une maladresse, ils sont enfermés à l'intérieur ; après un premier malaise compréhensible, ils essaient de s'adapter du mieux qu'ils peuvent, en attendant d'être libérés par quelqu'un. Après avoir créé une atmosphère intime, avec de la musique, Andréa et Sergio se livrent à des confidences mutuelles : lui, bien que marié, est impuissant depuis un certain temps, tandis qu'elle déteste son mari et peut-être même tous les hommes. Une fois libres, ils se séparent, mais les circonstances les ramènent tous deux à la villa, où ils vivent leur première histoire d'amour. Sergio est heureux de sa nouvelle virilité et pense immédiatement à sa femme ; Andréa, qui tombe amoureuse de l'homme, se rend compte qu'elle n'a été qu'un objet sexuel pour lui. C'est alors que la porte se referme une nouvelle fois et qu'ils sont de nouveau enfermés ensemble contre leur gré.

## Fiche technique
- Titre français : Une de trop[2]
- Titre original italien : Una di troppo ou Una donna dietro la porta[3]
- Réalisateur : Pino Tosini
- Scénario : Pino Tosini, d'après le roman La zona d'ombra de Leros Pittoni[1]
- Photographie : Giancarlo Ferrando (it)
- Montage : Sergio Montanari
- Musique : Gianni Marchetti
- Décors : Eugenio Liverani
- Costumes : Titus Vossberg (it)
- Société de production : Neco Cinematografica
- Pays de production :  Italie
- Langue originale : italien
- Format : Couleurs et noir et blanc
- Durée : 90 minutes
- Genre : Drame, giallo
- Dates de sortie :
  - Italie : 6 juin 1982

## Distribution
- Dalila Di Lazzaro : Andréa
- John Saxon : Notaire Sergio
- Clarita Gatto :
- Valerio Isidori : chauffeur de taxi
- Angela Minopoli :
- Martino Satriano :
- Domiziano Arcangeli : Chris
- Mircha Carven :
- Max Delys :